# Nati nel 1980/Agosto
| Questa pagina contiene informazioni ricavate automaticamente dalle voci biografiche con l'ausilio del template Bio e di un bot. L'aggiornamento è periodico e automatico e ricostruisce completamente la pagina. Se manca una persona in questa lista, sei pregato di non aggiungerla, ma accertati piuttosto che la sua voce biografica contenga il template Bio e che i dati anagrafici siano correttamente compilati. Se il template Bio manca, inseriscilo tu stesso o, in alternativa, metti l'avviso {{tmp\|Bio}} che ne segnala la mancanza. Se i dati riportati sono sbagliati, correggi direttamente la voce biografica; le modifiche saranno visibili in questa lista entro pochi giorni. Per chiarimenti vedi il progetto biografie. La lista contiene solo le 412 persone che sono citate nell'enciclopedia e per le quali è stato implementato correttamente il template Bio. Pagina aggiornata al 10 ago 2025. |

- 1º agosto - Sylvain Armand, ex calciatore francese
- 1º agosto - Romain Barras, multiplista francese
- 1º agosto - Jacopo Maria Bicocchi, attore italiano
- 1º agosto - Paulo Cunha, ex cestista portoghese
- 1º agosto - Alessandro Faiolhe Amantino, allenatore di calcio e ex calciatore brasiliano
- 1º agosto - Krisztina Fazekas Zur, canoista ungherese
- 1º agosto - Matthías Guðmundsson, ex calciatore islandese
- 1º agosto - Asjha Jones, ex cestista e allenatrice di pallacanestro statunitense
- 1º agosto - Pénélope Leprevost, cavallerizza francese
- 1º agosto - Samuele Olivi, allenatore di calcio e ex calciatore italiano
- 1º agosto - Esteban Paredes, dirigente sportivo e ex calciatore cileno
- 1º agosto - Djamila Ribeiro, attivista, filosofa e saggista brasiliana
- 1º agosto - Grant Schubert, hockeista su prato australiano
- 1º agosto - Jeroen Trommel, ex pallavolista olandese
- 2 agosto - Jessy Ares, attore pornografico, cantante e modello tedesco
- 2 agosto - Ivica Banović, ex calciatore croato
- 2 agosto - Wladimir Baýramow, ex calciatore turkmeno
- 2 agosto - Nadia Bjorlin, attrice statunitense
- 2 agosto - Juanjo Camacho, ex calciatore spagnolo
- 2 agosto - Dingdong Dantes, attore, modello e conduttore televisivo filippino
- 2 agosto - Víctor Estrella Burgos, ex tennista dominicano
- 2 agosto - Moto Boy, cantante svedese
- 2 agosto - Peter Hütter, ex cestista austriaco
- 2 agosto - Todor Kolev, ex calciatore bulgaro
- 2 agosto - Guillaume Lacour, ex calciatore francese
- 2 agosto - Juan Leal, ex calciatore colombiano
- 2 agosto - Sébastien Meoli, ex calciatore svizzero
- 2 agosto - Ivan Musardo, artista marziale misto svizzero
- 2 agosto - Carlo Nicoletti, conduttore radiofonico italiano
- 2 agosto - Pat Noonan, allenatore di calcio e ex calciatore statunitense
- 2 agosto - Arismendy Peguero, ex velocista dominicano
- 2 agosto - Kaya Peker, ex cestista turco
- 2 agosto - Adriano Scianca, giornalista italiano
- 2 agosto - Aaron Staton, attore statunitense
- 2 agosto - Killian Virviescas, ex calciatore colombiano
- 3 agosto - Nadia Ali, cantante statunitense
- 3 agosto - Elmar Baxşiyev, ex calciatore azero
- 3 agosto - Elena Castagnoli, conduttrice televisiva italiana
- 3 agosto - Aurore Erguy, attrice francese
- 3 agosto - E.J. Henderson, ex giocatore di football americano statunitense
- 3 agosto - Jukka Hildén, stuntman e personaggio televisivo finlandese
- 3 agosto - Albert Kraus, kickboxer olandese
- 3 agosto - Jordan Leopold, ex hockeista su ghiaccio statunitense
- 3 agosto - Roberta Mancino, modella e paracadutista italiana
- 3 agosto - Analía Palacios, ex cestista argentina
- 3 agosto - Tony Pashos, ex giocatore di football americano statunitense
- 3 agosto - Dimitri Petemou, calciatore francese
- 3 agosto - Sacha Rohmann, ex calciatore lussemburghese
- 3 agosto - Brandan Schieppati, cantante statunitense
- 3 agosto - Hannah Simone, attrice, conduttrice televisiva e modella canadese
- 3 agosto - Iván Zarandona, ex calciatore spagnolo
- 4 agosto - Iuri Alcântara, artista marziale misto brasiliano
- 4 agosto - Grzegorz Bronowicki, ex calciatore polacco
- 4 agosto - Kris Burton, rugbista a 15 italiano
- 4 agosto - Alessandro Capitani, regista cinematografico, sceneggiatore e regista televisivo italiano
- 4 agosto - Jeff Gibbs, cestista statunitense
- 4 agosto - Benjamin Köhler, ex calciatore tedesco
- 4 agosto - Jack Liebeck, violinista britannico
- 4 agosto - Rony Martias, ex ciclista su strada francese
- 4 agosto - Sənan Qurbanov, allenatore di calcio e ex calciatore azero
- 4 agosto - Elkin Soto, ex calciatore colombiano
- 4 agosto - Iva Straková, ex altista ceca
- 4 agosto - Anthony Wilkins, ex cestista statunitense
- 5 agosto - Wayne Bridge, ex calciatore inglese
- 5 agosto - Salvador Cabañas, ex calciatore paraguaiano
- 5 agosto - Jason Čulina, ex calciatore australiano
- 5 agosto - Toni Doblas, allenatore di calcio e ex calciatore spagnolo
- 5 agosto - Eduardo Ribeiro dos Santos, ex calciatore brasiliano
- 5 agosto - Claire Guo, cantante taiwanese
- 5 agosto - Keijo Huusko, ex calciatore e ex giocatore di calcio a 5 finlandese
- 5 agosto - Jetsada Jitsawad, ex calciatore thailandese
- 5 agosto - Kaylani Lei, attrice pornografica filippina
- 5 agosto - Aleksandar Mitreski, ex calciatore macedone
- 5 agosto - Sara Papi, ex ginnasta italiana
- 5 agosto - Naja Rosa, cantante danese
- 5 agosto - Ann Simons, ex judoka belga
- 5 agosto - DJ Anas, disc jockey italiano
- 5 agosto - Sophie Winkleman, attrice britannica
- 6 agosto - Saad Al-Shammari, ex calciatore qatariota
- 6 agosto - Gabriele Bosisio, ex ciclista su strada italiano
- 6 agosto - Danny Collins, ex calciatore inglese
- 6 agosto - Kenny Deuchar, ex calciatore scozzese
- 6 agosto - András Horváth, ex calciatore ungherese
- 6 agosto - Christiane Karg, soprano tedesco
- 6 agosto - Vita Kuktienė, cestista lituana
- 6 agosto - Meni Levi, ex calciatore israeliano
- 6 agosto - Vitantonio Liuzzi, ex pilota automobilistico italiano
- 6 agosto - Nadja Morgan, ex cestista statunitense
- 6 agosto - Titus Mulama, calciatore keniota
- 6 agosto - Debi Nova, cantante e cantautrice costaricana
- 6 agosto - Wilber Pan, cantante, attore e conduttore televisivo taiwanese
- 6 agosto - Javi Salgado, ex cestista e allenatore di pallacanestro spagnolo
- 6 agosto - Weldon Santos de Andrade, ex calciatore brasiliano
- 6 agosto - Rory Scovel, attore statunitense
- 6 agosto - Seneca Wallace, giocatore di football americano statunitense
- 6 agosto - Roman Weidenfeller, dirigente sportivo e ex calciatore tedesco
- 6 agosto - Márcio Zancanaro, giocatore di calcio a 5 brasiliano
- 7 agosto - Andrea Aquili, schermidore e maestro di scherma italiano
- 7 agosto - Godwin Attram, ex calciatore ghanese
- 7 agosto - George Blay, ex calciatore ghanese
- 7 agosto - Aurélie Claudel, modella francese
- 7 agosto - Emin İmaməliyev, ex calciatore azero
- 7 agosto - Josiel da Rocha, ex calciatore brasiliano
- 7 agosto - Shane Moody-Orio, calciatore beliziano
- 7 agosto - Euan Murray, rugbista a 15 britannico
- 7 agosto - Lucas Rimoldi, ex calciatore argentino
- 7 agosto - Tácio, ex calciatore brasiliano
- 7 agosto - Ken Terauchi, tuffatore giapponese
- 7 agosto - Antonín Žalský, pesista e discobolo ceco
- 8 agosto - Luca Agamennoni, canottiere italiano
- 8 agosto - Sjarhej Amel'jančuk, ex calciatore bielorusso
- 8 agosto - Shayna Baszler, wrestler e ex artista marziale mista statunitense
- 8 agosto - Borut Božič, dirigente sportivo e ex ciclista su strada sloveno
- 8 agosto - Dorian Bylykbashi, ex calciatore albanese
- 8 agosto - Annett Böhm, ex judoka tedesca
- 8 agosto - Alessandro Conti, cantante italiano
- 8 agosto - Matthew Kemp, ex calciatore australiano
- 8 agosto - Sabine Klaschka, ex tennista tedesca
- 8 agosto - Dario Kostović, ex hockeista su ghiaccio croato
- 8 agosto - Seiichirō Maki, ex calciatore giapponese
- 8 agosto - Héctor Manzano, ex cestista spagnolo
- 8 agosto - Roberto Moncalvo, imprenditore italiano
- 8 agosto - Yelvany Rose, ex calciatore seychellese
- 8 agosto - Ramzi Saleh, ex calciatore egiziano
- 8 agosto - Nat Sanders, montatore statunitense
- 8 agosto - Tobias Santelmann, attore norvegese
- 8 agosto - Victor Sintès, schermidore francese
- 8 agosto - Andra Staugaitienė, cestista lituana
- 8 agosto - Bertin Tomou, ex calciatore camerunese
- 8 agosto - Michael Urie, attore statunitense
- 9 agosto - Texas Battle, attore statunitense
- 9 agosto - Marco Bonfanti, regista, sceneggiatore e scrittore italiano
- 9 agosto - Nuria Cabanillas, ex ginnasta spagnola
- 9 agosto - Oumou Dia, ex cestista senegalese
- 9 agosto - Benjamin Gavanon, ex calciatore francese
- 9 agosto - Frank Löffler, ex saltatore con gli sci tedesco
- 9 agosto - Manuele Mori, dirigente sportivo e ex ciclista su strada italiano
- 9 agosto - Aleksander Polaczek, ex hockeista su ghiaccio e hockeista in-line tedesco
- 9 agosto - Alek'sandr T'adewosyan, ex calciatore armeno
- 10 agosto - Pedro Ascoy, ex calciatore peruviano
- 10 agosto - Wade Barrett, ex wrestler britannico
- 10 agosto - Alexandre Boucaut, arbitro di calcio belga
- 10 agosto - Éliphène Cadet, calciatore haitiano
- 10 agosto - Aldo Caputo, tenore italiano
- 10 agosto - Josh Davis, ex cestista statunitense
- 10 agosto - Mauro De Filippis, tiratore a volo italiano
- 10 agosto - Tristan Gale, ex skeletonista statunitense
- 10 agosto - Mikel Labaka, allenatore di calcio e ex calciatore spagnolo
- 10 agosto - Roxanne McKee, attrice e modella canadese
- 10 agosto - Yuri Muzika, ex calciatore azero
- 10 agosto - Andreas Nilsen, ex sciatore alpino norvegese
- 10 agosto - Ibrahima Sidibé, calciatore senegalese
- 10 agosto - Frédéric Thomas, ex calciatore francese
- 11 agosto - Manix Auriantal, ex cestista canadese
- 11 agosto - Silvio Avilés, ex calciatore nicaraguense
- 11 agosto - Allison Baver, ex pattinatrice di short track statunitense
- 11 agosto - José Antonio Castro González, ex calciatore messicano
- 11 agosto - Marcello Forni, pallavolista italiano
- 11 agosto - Juan José Gómez, ex calciatore salvadoregno
- 11 agosto - Valentin Iliev, allenatore di calcio e ex calciatore bulgaro
- 11 agosto - Akbar Khazaei, culturista iraniano
- 11 agosto - Jerry Lucena, ex calciatore danese
- 11 agosto - Joy Mogensen, politica danese
- 11 agosto - Michelle Moran, scrittrice statunitense
- 11 agosto - Monika Pyrek, astista polacca
- 11 agosto - Takashi Rakuyama, ex calciatore giapponese
- 11 agosto - Iván Sánchez-Rico Soto, ex calciatore spagnolo
- 11 agosto - Sébastien Squillaci, allenatore di calcio e ex calciatore francese
- 11 agosto - Radomir Todorov, allenatore di calcio e ex calciatore bulgaro
- 11 agosto - Merritt Wever, attrice statunitense
- 11 agosto - Jason Williams, ex hockeista su ghiaccio canadese
- 12 agosto - Saod Al-Kaebari, ex calciatore saudita
- 12 agosto - Zachary Baharov, attore bulgaro
- 12 agosto - Boré Buika, attore, doppiatore e modello spagnolo
- 12 agosto - Cássio Albuquerque dos Anjos, ex calciatore brasiliano
- 12 agosto - Ernesto Chevantón, allenatore di calcio e ex calciatore uruguaiano
- 12 agosto - Elisa Di Eusanio, attrice italiana
- 12 agosto - Mohamed Fadl, ex calciatore egiziano
- 12 agosto - Jessica Ginkel, attrice tedesca
- 12 agosto - Dimitrije Injac, ex calciatore serbo
- 12 agosto - Karin Kortje, cantante sudafricana
- 12 agosto - Maggie Lawson, attrice statunitense
- 12 agosto - Daxx Nielsen, batterista statunitense
- 12 agosto - Rafael Redwitz, allenatore di pallavolo e ex pallavolista brasiliano
- 12 agosto - Jason Robinson, ex cestista statunitense
- 12 agosto - Dominique Swain, attrice statunitense
- 12 agosto - Matt Thiessen, musicista e cantante canadese
- 12 agosto - Kiara Tomaselli, attrice italiana
- 12 agosto - Jade Villalon, cantante e attrice statunitense
- 12 agosto - Rafael Paulo de Lara Araújo, ex cestista brasiliano
- 13 agosto - Nick Dempsey, velista britannico
- 13 agosto - Álex González, attore spagnolo
- 13 agosto - Michał Ignerski, ex cestista polacco
- 13 agosto - Helalia Johannes, maratoneta namibiana
- 13 agosto - Leandro Lessa Azevedo, ex calciatore brasiliano
- 13 agosto - Ivan Milaković, ex pallanuotista croato
- 13 agosto - Nicola Mingazzini, ex calciatore italiano
- 13 agosto - Fernando Pasquinelli, ex calciatore argentino
- 13 agosto - Mario Placanica, ex militare italiano
- 13 agosto - Peter Štyvar, ex calciatore slovacco
- 13 agosto - Eddy Vega, ex calciatore honduregno
- 13 agosto - Hashim Zaidan, allenatore di pallacanestro e ex cestista qatariota
- 14 agosto - Masami Abe, giocatrice di bowling giapponese
- 14 agosto - Shalva Apkhazava, calciatore georgiano († 2004)
- 14 agosto - Malkhaz Asatiani, ex calciatore georgiano
- 14 agosto - Tenčo Banev, ex cestista bulgaro
- 14 agosto - Mike Bauer, ex cestista statunitense
- 14 agosto - David Dal Maso, ex rugbista a 15 italiano
- 14 agosto - Julien Denormandie, ingegnere e politico francese
- 14 agosto - Nick Evans, ex rugbista a 15 e allenatore di rugby a 15 neozelandese
- 14 agosto - Adam Hall, ex hockeista su ghiaccio statunitense
- 14 agosto - Estrella Morente, cantante spagnola
- 14 agosto - Pak Song-gwan, calciatore nordcoreano
- 14 agosto - Anders Stadheim, ex calciatore norvegese
- 14 agosto - Aydın Toscalı, allenatore di calcio e ex calciatore turco
- 14 agosto - Roy Williams, ex giocatore di football americano statunitense
- 15 agosto - Giampaolo Caruso, ex ciclista su strada italiano
- 15 agosto - Ian Hanavan, ex cestista e allenatore di pallacanestro statunitense
- 15 agosto - Tanedra Howard, attrice statunitense
- 15 agosto - Michael Katsidis, pugile australiano
- 15 agosto - Jānis Miņins, bobbista lettone
- 15 agosto - Natalie Press, attrice britannica
- 15 agosto - Emma Quaglia, maratoneta, mezzofondista e siepista italiana
- 15 agosto - Taylor Roberts, attrice, poetessa e imprenditrice statunitense
- 15 agosto - Samuel Roukin, attore britannico
- 15 agosto - Vladislav Volkov, calciatore kirghiso
- 16 agosto - Julien Absalon, ex mountain biker e ciclocrossista francese
- 16 agosto - Vanessa Carlton, cantautrice e pianista statunitense
- 16 agosto - César Carranza, ex calciatore argentino
- 16 agosto - Andrés Carrillo, schermidore cubano
- 16 agosto - Emerson Ramos Borges, calciatore brasiliano
- 16 agosto - Saoud Fath, ex calciatore qatariota
- 16 agosto - Bolívar, allenatore di calcio e ex calciatore brasiliano
- 16 agosto - Nicky Hayen, allenatore di calcio e ex calciatore belga
- 16 agosto - Denise Karbon, ex sciatrice alpina italiana
- 16 agosto - Fernando Maciel Gonçalves, allenatore di calcio a 5 e ex giocatore di calcio a 5 brasiliano
- 16 agosto - Franco Negrè, rapper italiano
- 16 agosto - Travis Parrott, ex tennista statunitense
- 16 agosto - Eldad Regev, militare israeliano († 2006)
- 16 agosto - Alan Mario Sant, arbitro di calcio maltese
- 16 agosto - Christina Sawaya, modella libanese
- 16 agosto - Radhouane Slimane, cestista tunisino
- 16 agosto - Kevin Williams, ex giocatore di football americano statunitense
- 17 agosto - Jorge Anchén, ex calciatore uruguaiano
- 17 agosto - Manuele Blasi, allenatore di calcio e ex calciatore italiano
- 17 agosto - Janusz Dziedzic, ex calciatore polacco
- 17 agosto - Daniel Güiza, calciatore spagnolo
- 17 agosto - Jan Kromkamp, ex calciatore olandese
- 17 agosto - David Legwand, ex hockeista su ghiaccio statunitense
- 17 agosto - Lene Marlin, cantautrice, compositrice e musicista norvegese
- 17 agosto - Sandra Načuk, ex tennista serba
- 17 agosto - Marius Onofraș, ex calciatore rumeno
- 17 agosto - John Spytek, dirigente sportivo e ex giocatore di football americano statunitense
- 17 agosto - Christian Thielsen Keller, ex calciatore danese
- 18 agosto - Yannick Bertrand, ex sciatore alpino francese
- 18 agosto - Esteban Cambiasso, ex calciatore argentino
- 18 agosto - Marta Capurso, ex pattinatrice di short track italiana
- 18 agosto - Sergej Charitonov, artista marziale misto, pugile e kickboxer russo
- 18 agosto - Choi Min-ho, judoka sudcoreano
- 18 agosto - Katie Harman, modella statunitense
- 18 agosto - Zoltán Kiss, ex calciatore ungherese
- 18 agosto - João Artur Rosa Alves, ex calciatore portoghese
- 18 agosto - Stella Rotondaro, attrice italiana
- 18 agosto - Bjorn Ruytinx, ex calciatore belga
- 18 agosto - Jeremy Shockey, ex giocatore di football americano statunitense
- 18 agosto - Emir Spahić, ex calciatore bosniaco
- 18 agosto - Damion Stewart, ex calciatore giamaicano
- 18 agosto - Ferry van Vliet, calciatore olandese († 2001)
- 18 agosto - Ossi Väänänen, ex hockeista su ghiaccio finlandese
- 19 agosto - Ylenia Baccaro, conduttrice radiofonica, cantante e disc jockey italiana
- 19 agosto - Darius Campbell, cantautore, attore e produttore cinematografico britannico († 2022)
- 19 agosto - Caroline Dries, sceneggiatrice e produttrice cinematografica statunitense
- 19 agosto - Ricardo Jorge Ferreira Pinto da Silva, allenatore di calcio e ex calciatore capoverdiano
- 19 agosto - Dean Fujioka, attore, artista e modello giapponese
- 19 agosto - Andrea Giallombardo, ex calciatore italiano
- 19 agosto - Carlos Gurpegi, allenatore di calcio e ex calciatore spagnolo
- 19 agosto - Askil Holm, cantante e chitarrista norvegese
- 19 agosto - Aaron Horvath, animatore, regista e produttore televisivo statunitense
- 19 agosto - Alhassane Issoufou, ex calciatore nigerino
- 19 agosto - Jun Jin, cantante e attore sudcoreano
- 19 agosto - Adrian Lulgjuraj, cantante albanese
- 19 agosto - Miroslav Miller, allenatore di calcio e ex calciatore ceco
- 19 agosto - Norbert Mészáros, calciatore ungherese
- 19 agosto - Maleye N'Doye, allenatore di pallacanestro e ex cestista senegalese
- 19 agosto - Paul Parry, ex calciatore gallese
- 19 agosto - Son Tae-young, attrice sudcoreana
- 19 agosto - Orlando von Einsiedel, regista britannico
- 20 agosto - Ahmed Belal, ex calciatore egiziano
- 20 agosto - Tania Bertan, ex cestista italiana
- 20 agosto - Corey Carrier, attore statunitense
- 20 agosto - Samuel Dumoulin, ex ciclista su strada e dirigente sportivo francese
- 20 agosto - Leandro Manuel Emede, regista e montatore argentino
- 20 agosto - Bader Najem, calciatore kuwaitiano
- 20 agosto - Zheng Zhi, allenatore di calcio e ex calciatore cinese
- 21 agosto - Sarah Blake, attrice pornografica statunitense
- 21 agosto - John Brotherton, attore statunitense
- 21 agosto - Alejandro Gavatorta, ex calciatore argentino
- 21 agosto - Jon Lajoie, comico, attore e cantante canadese
- 21 agosto - Ken Scuderi, ex hockeista su ghiaccio statunitense
- 21 agosto - Jasmin Wöhr, ex tennista tedesca
- 22 agosto - Mario de Sárraga, ciclista su strada spagnolo
- 22 agosto - Valeria Graci, comica, attrice e conduttrice televisiva italiana
- 22 agosto - Carolina Indriago, modella venezuelana
- 22 agosto - John Martin, cantautore svedese
- 22 agosto - Ravshana Kurkova, modella e attrice uzbeka
- 22 agosto - Julie Langevin, ex sciatrice alpina canadese
- 22 agosto - Grégory Leca, ex calciatore francese
- 22 agosto - Lee Eun-woo, attrice sudcoreana
- 22 agosto - Felix Limo, maratoneta keniota
- 22 agosto - Tomas Ress, ex cestista e allenatore di pallacanestro italiano
- 22 agosto - Aya Sumika, attrice statunitense
- 22 agosto - Paolo Vivio, doppiatore e attore italiano
- 22 agosto - Jean-Pascal Zadi, comico e attore francese
- 23 agosto - Amanda Adrienne, attrice, modella e fotografa statunitense
- 23 agosto - Daniel Barritt, copilota di rally britannico
- 23 agosto - Oana-Gianina Bulai, politica rumena
- 23 agosto - Rohanee Cox, ex cestista australiana
- 23 agosto - Bronwyn Eagles, ex martellista australiana
- 23 agosto - Orsolya Englert, ex cestista ungherese
- 23 agosto - Jonathan Fortune, ex calciatore inglese
- 23 agosto - Joanne Froggatt, attrice britannica
- 23 agosto - Jérôme Giraudo, pilota motociclistico francese
- 23 agosto - Rex Grossman, ex giocatore di football americano statunitense
- 23 agosto - Stéphane Konaté, ex cestista ivoriano
- 23 agosto - Maryna Krės, ex cestista bielorussa
- 23 agosto - Fabio Pasini, ex fondista italiano
- 23 agosto - Petra Štampalija, ex cestista croata
- 23 agosto - Mikko Vilmunen, ex calciatore finlandese
- 24 agosto - Sonja Bennett, attrice canadese
- 24 agosto - Rachael Carpani, attrice australiana
- 24 agosto - Giuseppe Colucci, dirigente sportivo e ex calciatore italiano
- 24 agosto - Marco Destro, cantante italiano
- 24 agosto - Paletti, cantautore italiano
- 24 agosto - Jackie Tohn, attrice e musicista statunitense
- 25 agosto - Ève Angeli, cantante francese
- 25 agosto - Julie Carraz-Collin, ex sciatrice nordica francese
- 25 agosto - Jean-Charles Monneraye, pallavolista francese
- 25 agosto - Ovidie, ex attrice pornografica e scrittrice francese
- 25 agosto - Luca Percassi, dirigente d'azienda e ex calciatore italiano
- 25 agosto - Amine Rzig, ex cestista e allenatore di pallacanestro tunisino
- 26 agosto - Macaulay Culkin, attore e cantante statunitense
- 26 agosto - Yann Girier-Dufournier, calciatore francese
- 26 agosto - Jenny Hansson, ex fondista svedese
- 26 agosto - Donnell Harvey, ex cestista statunitense
- 26 agosto - Jang Jong-hyok, ex calciatore nordcoreano
- 26 agosto - Luke Lawton, giocatore di football americano statunitense
- 26 agosto - Lee Hyo-hee, pallavolista sudcoreana
- 26 agosto - Lucia Lásková, ex cestista slovacca
- 26 agosto - César Mansanelli, ex calciatore argentino
- 26 agosto - Sebastián Miranda, ex calciatore cileno
- 26 agosto - Manolīs Papamakarios, ex cestista greco
- 26 agosto - Chris Pine, attore statunitense
- 26 agosto - Tim Smolders, allenatore di calcio e ex calciatore belga
- 26 agosto - Keith Waleskowski, ex cestista statunitense
- 27 agosto - Francesco Bruyere, judoka e allenatore di judo italiano
- 27 agosto - Margherita Del Sesto, politica italiana
- 27 agosto - Bethany Donaphin, ex cestista statunitense
- 27 agosto - Vasco Faísca, allenatore di calcio e ex calciatore portoghese
- 27 agosto - Jónhard Frederiksberg, ex calciatore faroese
- 27 agosto - CJ van der Linde, ex rugbista a 15 e allenatore di rugby a 15 sudafricano
- 27 agosto - Kyle Lowder, attore e cantante lirico statunitense
- 27 agosto - Massimiliano Maisto, ex ciclista su strada italiano
- 27 agosto - Selman Mesbeh, ex calciatore qatariota
- 27 agosto - Rodrigo Baldasso da Costa, ex calciatore brasiliano
- 27 agosto - Jezper Söderlund, musicista e produttore discografico svedese
- 28 agosto - Reiko Aisawa, modella giapponese
- 28 agosto - Matt Carroll, ex cestista statunitense
- 28 agosto - Sean Charmatz, animatore statunitense
- 28 agosto - Fousseni Diawara, ex calciatore francese
- 28 agosto - Edwin Linssen, allenatore di calcio e ex calciatore olandese
- 28 agosto - Sergej Novikov, ex fondista russo
- 28 agosto - Carly Pope, attrice canadese
- 28 agosto - Petra Schmidt-Schaller, attrice tedesca
- 28 agosto - Zax Wang, cantante, attore e conduttore televisivo taiwanese
- 29 agosto - Javier Baraja, allenatore di calcio e ex calciatore spagnolo
- 29 agosto - Marco Bassetti, doppiatore italiano
- 29 agosto - David Desrosiers, bassista canadese
- 29 agosto - Perdita Felicien, ex ostacolista canadese
- 29 agosto - Janne Ferm, copilota di rally finlandese
- 29 agosto - Selene Gandini, attrice e conduttrice televisiva italiana
- 29 agosto - Tom Reidar Haraldsen, ex calciatore norvegese
- 29 agosto - Jonathan Johansson, cantante svedese
- 29 agosto - William Levy, attore e ex modello cubano
- 29 agosto - Nicolas Marin, ex calciatore francese
- 29 agosto - Agata Nowacka, ex cestista polacca
- 29 agosto - Michael Raelert, triatleta tedesco
- 29 agosto - Didier Samoun, giocatore di beach soccer francese
- 29 agosto - Tomáš Sedláček, calciatore ceco
- 29 agosto - Chris Simms, ex giocatore di football americano statunitense
- 29 agosto - Ia Sukhit'ashvili, attrice georgiana
- 29 agosto - Axel Temataua, calciatore francese
- 29 agosto - Joey Thomas, giocatore di football americano statunitense
- 29 agosto - Panagiōtīs Trisokkas, ex cestista cipriota
- 29 agosto - Nicholas Tse, cantante, attore e musicista cinese
- 29 agosto - Corina Ungureanu, ex ginnasta romena
- 29 agosto - David West, ex cestista statunitense
- 30 agosto - Vincenzo Caso, politico italiano
- 30 agosto - Angel Coulby, attrice britannica
- 30 agosto - Periklīs Dorkofikīs, ex cestista greco
- 30 agosto - Jajo, musicista, compositore e produttore discografico italiano
- 30 agosto - Lucky Idahor, ex calciatore nigeriano
- 30 agosto - Christophe Olol, ex calciatore francese
- 30 agosto - Marcelo Tavares, ex calciatore brasiliano
- 30 agosto - Germano Vailati, ex calciatore svizzero
- 31 agosto - Leo Bill, attore britannico
- 31 agosto - Joe Budden, rapper statunitense
- 31 agosto - Francesca Di Battista, ex cestista italiana
- 31 agosto - Cathy La Torre, avvocata e attivista italiana
- 31 agosto - Marcus Lindberg, calciatore e allenatore di calcio svedese
- 31 agosto - Emanuele Pesoli, allenatore di calcio e ex calciatore italiano
- 31 agosto - Aleksandr Popov, hockeista su ghiaccio russo
- 31 agosto - Stéphane Sarni, allenatore di calcio e ex calciatore svizzero